# Outis
Outis är en opera eller "musikhandling" (azione musicale) i två delar av Luciano Berio med text av Dario Del Corno.

## Bakgrundshistoria
Outis är grekiska och betyder "ingen". Det var också Odysseus svar på cyklopen Polyfemos fråga "Vad heter du?". Det är även namnet på huvudpersonen i Berios verk. Parallellerna till Odysseys arketyper är ständigt närvarande. Outis misslyckas ständigt med att upprätthålla en god relation till sin hustru Emily (= Penelope) och sin son Steve (= Telemachos) som genom hela opera letar efter Outis. Flyktiga stunder av erotisk intensitet med Samantha och Olga (= Kalypso och Kirke, eller tvärtom) lyser igenom labyrinten av intryck. Verket är uppbyggt av fem cykler av likartade dramaturgiska satser; "en kollektiv kris", "dess lösning", "återvändning till föregående tillstånd", "en resa" och i den femte cykeln "Outis". Verket hade premiär den 4 oktober 1996 på La Scala i Milano.

## Roller
- Emily (Sopran)
- Outis (Baryton)
- Ada (Mezzosopran)
- Steve (Tenor)
- Marina (Sopran)
- Olga (Koloratursopran)
- Samantha (Koloratursopran)
- Guglielmo (Kontratenor)
- Pedro (Basbaryton)
- Regissören (Baryton)
- Prästen (Tenor)
- Outis dubbelgångare (Baryton)
- Emilys dubbelgångare (Sopran)
- Kirurgen (aktör)
- Isaac och Rudy (mimare)

## Handling
Det existerar ingen underliggande berättelse men en kortfattad strukturell överblick kan se ut som följer:
Varje cykel börjar med det Oidipus-lika mordet på Outis av en av hans söner. Händelsen utvidgas till en scen av kollektiv förvirring:
1. utauktionering av barndomens minnen
2. en kaosartad bank som förvandlas till en bordell
3. en drömlik snabbköpsaffär som förvandlas till ett koncentrationsläger
4. försök att förföra barn till militaristiska fantasier
5. ett till synes idylliskt fartyg som hotas av förintelse i en storm.

I fyra av de fem cyklerna stillas förvirringen men i slutet av cykel återfinns koncentrationslägret och skildras av Berio med kraftfull och sträng körmusik. I slutet av den sista cykeln lämnas Outis ensam av Emily, tar sig samman och bereder sig på att ånyo förvandlas. Men oavsett om han stryps, stampas ihjäl, skjuts eller huggs ner reser han sig upp och fortsätter med sitt liv. Finns det ett äkta "jag" under mina kläder eller blir jag dagligen definierad genom färgen på min skjorta eller valet av skor? Är mitt liv en historia med en början, ett slut och handlingar däremellan, eller dinglar det i tid och rymd som en effekt av kollisioner?